# 福岡市立松崎中学校
福岡市立松崎中学校（ふくおかしりつまつざきちゅうがっこう）は、福岡県福岡市東区松崎一丁目にある公立中学校。略称は「松中（まっちゅう）」または「松崎（まつざき）」、「松崎中（まつざきちゅう）」。

## 沿革
- 1992年4月1日 - 福岡市立多々良中学校より分離し創立。
- 1994年 - 校庭開放開始。
- 2001年 - 同窓会の歌披露。

## 年間行事
- 入学式
- 自然教室
- 体育大会
- 合唱コンクール
- 松中まつり
- 修学旅行
- 卒業式

## 生徒会活動
生徒会の役職
生徒会長、副会長、書記、学習専門委員長、生活専門委員長、給食専門委員長、広報専門委員長、整美専門委員長、保健専門委員長

## 部活動
- 運動系部活動
  - 男子ハンドボール部
  - 女子ハンドボール部
  - 野球部
  - 男子バスケットボール部
  - 女子バスケットボール部
  - 男子バレーボール 部
  - 女子バレーボール部
  - 男子卓球部
  - 女子卓球部
  - 男子ソフトテニス部
  - 女子ソフトテニス部
  - 剣道部
  - 陸上部は部室内で行為を行なったため廃部となった
- 文化系部活動
  - 吹奏楽部
  - 放送部
  - 美術部

## 著名な出身者
- 矢沢心 - 女優

## 交通
すぐ西を国道3号博多バイパスが南北に伸びる。福岡高速道路4号粕屋線の松島出入口から車で2分ほど。
最寄駅は西鉄貝塚線千早駅。

## 学校周辺
- 福岡市立若宮小学校 - 東に位置する。
- 福岡市立名島小学校 - 名島小学校の児童の多くが松崎中学校へ進学する。
- 博多高等学校 - 北に位置する。